# Takashima Tomonosuke

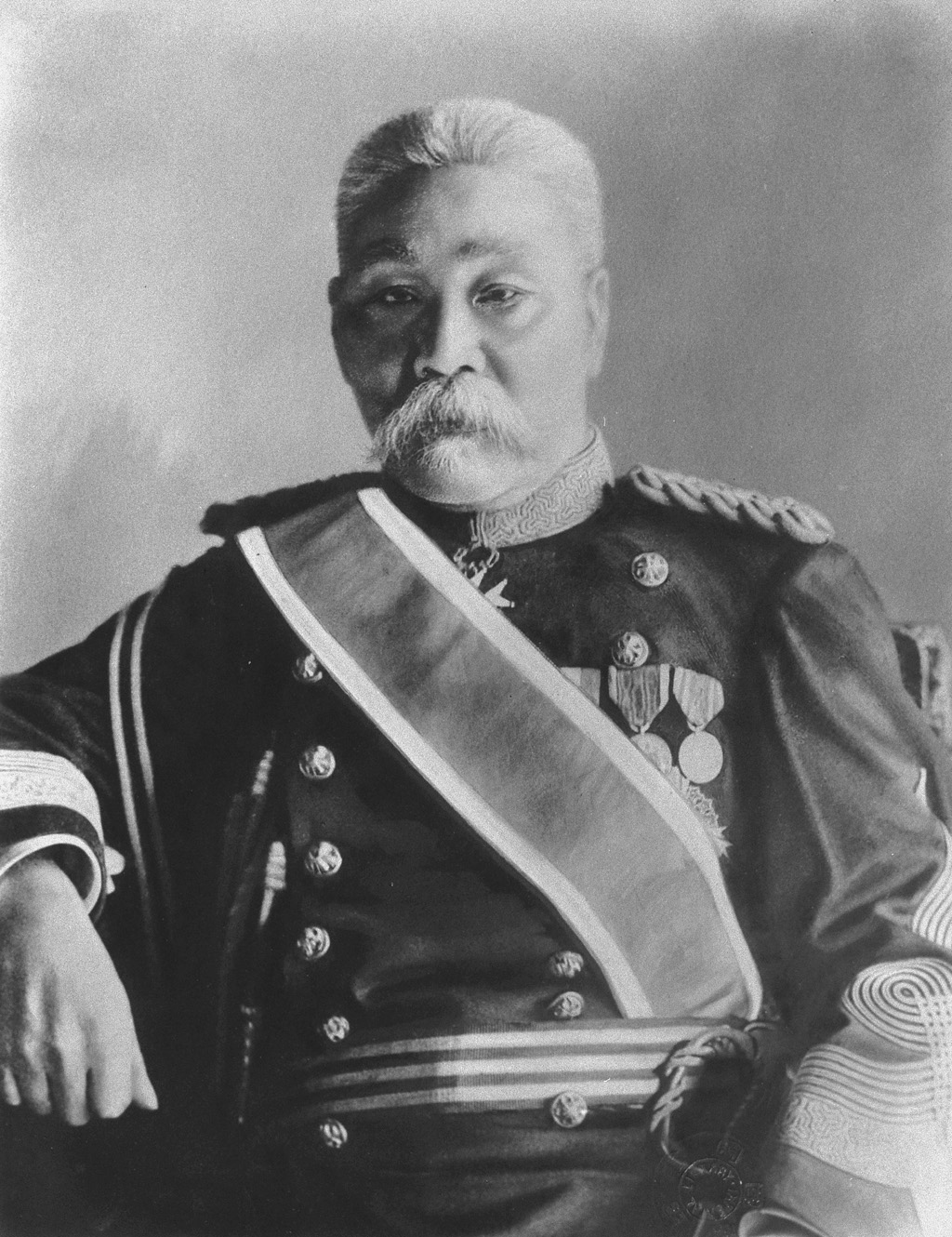
Takashima Tomonosuke

Shishaku Takashima Tomonosuke (jap. 高島 鞆之助; * 18. Dezember 1844 in Kagoshima, Satsuma-han; † 11. Januar 1916 in Fushimi-machi, Kyōto) war ein Generalleutnant des Kaiserlich Japanischen Heeres und Politiker.

## Leben
Takashima Tomonosuke wurde 1844 in eine Samurai-Familie des Lehens (han) Satsuma geboren. Nach seiner Ausbildung an der Han-Schule Zōshikan kämpfte er auf Seiten der kaiserlichen Truppen im Boshin-Krieg gegen das Tokugawa-Shogunat. 1874 trat er in das erst wenige Jahre zuvor aufgestellte Kaiserlich Japanische Heer ein. Er diente als stellvertretender Leiter des Ersten Büros des Heeresministeriums und als stellvertretender Kommandant der Kyōdōdan, der Schule für Unteroffiziere.
Während der Satsuma-Rebellion kämpfte der mit der 1. freistehenden Brigade gegen die Truppen des Han, aus dem er selbst stammte. Nach dem Krieg erfolgte 1883 seine Beförderung zum Generalleutnant. Nach dem Adelssystem des Kazoku erhielt Takashima 1884 den Titel eines Shishaku (Vicomte) und 1887 wurde ihm der Orden der Aufgehenden Sonne 1. Klasse verliehen.
Im Jahr 1888 erhielt er den Befehl über die 4. Division und 1891 wurde er als Heeresminister in das erste Kabinett von Premierminister Matsukata Masayoshi berufen. 1892 erfolgte seine Berufung in den japanischen Kronrat und 1895 wurde er erster stellvertretender Generalgouverneur des von China an Japan abgetretenen Taiwans. Von 1896 bis 1898 diente er im jeweils zweiten Kabinett der Premierminister Itō Hirobumi und Matsukata Masayoshi als Kolonialminister sowie unter Matsukata auch erneut als Heeresminister. Von 1899 bis zu seinem Tod im Jahr 1916 war er erneut Mitglied des Kronrates.